# Equitable Building (Chicago)
401 North Michigan es un rascacielos de 35 pisos en el área de Streeterville de Chicago (Estados Unidos), construido en 1965 en 401 North Michigan Avenue, a lo largo de la orilla norte del río Chicago. Fue diseñado por Bruce Graham y Natalie de Blois al estilo internacional. Junto con la Tribune Tower y el Wrigley Building, forma la entrada sur a la famosa Magnificent Mile de Chicago. Está en el sitio de una cabaña perteneciente al primer residente permanente de Chicago, Jean Baptiste Pointe du Sable. En referencia a du Sable, la gran plaza adyacente al edificio ha sido nombrada Pioneer Court.

## Historia
401 North Michigan ocupa un sitio con varios aspectos de importancia histórica, tanto a escala local como nacional. El sitio fue colonizado originalmente por du Sable alrededor de 1779 y funcionó como residencia personal y puesto de comercio de pieles, formando los comienzos de la ciudad de Chicago. En 1803, el gobierno de los Estados Unidos construyó Fort Dearborn inmediatamente al otro lado del río, lo que ayudó a proteger el creciente puesto comercial de las tribus nativas americanas locales. Un año después, en 1804, John Kinzie compró la propiedad de du Sable y la ocupó hasta su muerte en 1828. En 1849, Cyrus McCormick se mudó a Chicago para establecer una fábrica para su invento, la segadora tirada por caballos, y compró varios lotes en la antigua propiedad de du Sable/Kinzie, y eventualmente desarrolló un gran complejo de fábrica. Después de que esta fábrica se quemara en el Gran Incendio de Chicago en 1871, McCormick trasladó su fábrica al West Side. Incluso cuando la avenida Míchigan se reconstruyó lentamente en la calle principal de la ciudad a partir de la década de 1920, el sitio siguió siendo de uso industrial y, en 1961, se había convertido en un estacionamiento.
En 1961, Equitable Life Assurance Society of the United States anunció su intención de construir una nueva y moderna torre de oficinas en el sitio 401 North Michigan, reubicando sus importantes oficinas de Chicago desde el reducido espacio en 29 South LaSalle Street. El anuncio describía los 74 322 m² como una "estructura reluciente de metal, mármol y vidrio ubicada en medio de una pintoresca plaza". La construcción comenzó en 1963 y concluyó en 1965.
Además de Equitable, uno de los inquilinos más grandes del edificio, que ocupa 12 pisos, era International Harvester Company (ahora Navistar International Corporation ), descendiente de los trabajos originales de segadores de Cyrus McCormick, que tenía la intención de "regresar a su lugar de nacimiento".

## Arquitectura
El edificio en forma de caja, diseñado por Bruce Graham y Natalie de Blois de Skidmore, Owings y Merrill, fue diseñado en estilo internacional con grandes columnas y vigas de tímpano expresadas en cada fachada y recubiertas de aluminio anodizado, complementadas con grandes ventanales en todas las fachadas. cuatro lados del edificio. Como en muchas torres de oficinas, en el centro se encuentra un núcleo que contiene escaleras, ascensores y baños.
A instancias del Chicago Tribune, Graham diseñó el edificio con un retranqueo de 53 m de la avenida Míchigan , para evitar bloquear las vistas del río Chicago desde la cercana Tribune Tower. Una gran plaza creada por este revés fue nombrada Pioneer Court, concebida tanto por Equitable como por el Tribune como un espacio cívico monumental en Chicago en honor a varios fundadores cívicos, incluidos du Sable y Kinzie. La plaza está en el nivel elevado de la avenida Míchigan y estaría pavimentada en granito, con árboles y un gran estanque reflectante. Debajo del edificio y la plaza iba a haber espacios comerciales y estacionamiento, así como una línea de ferrocarril de vía única existente que conducía a Navy Pier. A lo largo de la orilla del río, Graham diseñó un paseo curvilíneo para un restaurante frente al río con una escalera helicoidal que desciende desde la plaza de arriba.

## En la actualidad
Equitable ya no tiene oficinas en el edificio, que actualmente se comercializa como 401 North Michigan. Sigue siendo una exitosa torre de oficinas. En 2003, NBC 5 Chicago abrió un estudio a pie de calle en el nivel del vestíbulo del Equitable Building, convirtiéndose en la primera estación de televisión de Chicago en abrir un estudio de este tipo y comenzando una tendencia. ABC 7 Chicago y CBS 2 abrirían sus propios estudios a pie de calle varios años después en otros lugares del centro.
En 2017, el restaurante frente al río y la escalera helicoidal fueron reemplazados por una nueva tienda insignia de Apple, también con la dirección 401 N Michigan Ave, y diseñada por la firma de arquitectura con sede en Londres Foster + Partners.
Pioneer Court, a menudo llamado erróneamente "Pioneer Plaza", es en gran parte el gran espacio cívico imaginado en el momento de su construcción. Desde que se construyó, ha albergado numerosas instalaciones de arte, espectáculos, eventos cívicos, eventos publicitarios y festivales. También ha aparecido en varias películas y anuncios de televisión. En 1992, Pioneer Court fue rediseñado y ampliado hacia el este alrededor de la torre de oficinas por Cooper, Robertson & Partners en un estilo vagamente posmodernista, junto con el enorme desarrollo de Cityfront Center justo al este.